# Juan Carlos Lagares Flores
Juan Carlos Lagares Flores est un homme politique espagnol né le 8 juillet 1959 à Huelva, en Andalousie. Marié, il est père de trois enfants. 
Juan Carlos Lagares exerce la profession d'avocat. Membre du Parti populaire, il entre en politique en 1987, en devenant conseiller municipal de La Palma del Condado, une petite ville de la province de Huelva. Il devient maire de la commune en 1995, et occupe ce poste depuis lors.
Sur le plan national, Juan Carlos Lagares est élu sénateur en 2000. Il est réélu à la chambre haute des Cortes Generales en 2004. En janvier 2008, il est désigné par la section provinciale du Parti populaire de Huelva, pour figurer en deuxième position sur la liste du parti pour les élections générales. Il est élu député de la province de Huelva au mois de mars. Au sein du Congrès des députés, il siège à la commission mixte pour les relations avec le Tribunal des comptes, ainsi qu'à la commission de la Justice, dont il est le deuxième secrétaire.